# Gulen (Bremanger)
 Ikke at forveksle med Gulen.
Gulen er en fjord i Bremanger kommune i Vestland fylke i Norge. Fjorden går fra sydøstbredden af strædet Frøysjøen mod øst, og deler sig i tre fjordarme: Nordgulen, Midtgulen, og Sørgulen. Fjorden er op til 12 km lang, og ved bunden af Nordgulen ligger industribyen Svelgen som også er administrationsby i Bremanger kommune.  Svelgselva er et af de primære tilløb til fjorden.